# Unterseeboot U-88 (1916)
Pour les autres navires du même nom, voir Unterseeboot 88.
L'Unterseeboot U-88 estt un sous-marin de type U 87 construit pour la marine impériale allemande pendant la Première Guerre mondiale, participant à la première bataille de l'Atlantique. 
L'U-88 a coulé le 5 septembre 1917 après avoir heurté une mine britannique en mer du Nord, au nord de Terschelling, à la position 53° 57′ N, 4° 55′ E. Tout le monde à bord a été tué y compris son commandant, le Kapitänleutnant Walther Schwieger, célèbre pour avoir coulé le RMS Lusitania comme commandant du U-20.

## Conception
Les sous-marins de type U 87 ont été précédés par les sous-marins de type U 81, plus courts. Le premier de son type, l'U-88 avait un déplacement de 757 tonnes en surface et 998 tonnes en immersion. Le navire avait une longueur hors tout de 65,80 m, et 50,07 m pour la coque sous pression, un maître-bau de 6,20 m, une hauteur de 9,35 m et un tirant d'eau de 3,88 m. Le sous-marin était propulsé par deux moteurs de 2400 ch (1800 kW) en surface et par deux moteurs de 1200 ch (880 kW) en immersion. Il avait deux arbres d'hélice. Il était capable de fonctionner jusqu’à 50 mètres.
La vitesse maximale du sous-marin était de 15,6 nœuds (28,9 km/h) en surface et de 8,6 nœuds (15,9 km/h) en immersion. Il pouvait parcourir 11380 milles marins (21080 km) à 8 nœuds (15 km/h) en surface et 56 milles marins (104 km) à 5 nœuds (9,3 km/h) en immersion. L'U-88 était armé de quatre tubes lance-torpilles de 50 centimètres, deux à l’avant et deux à l’arrière, de dix à douze torpilles, d’un canon de pont de 10,5 cm SK L/45 et probablement d’un canon de pont de 8,8 cm SK L/30. Il avait un équipage de trente-six hommes : trente-deux matelots et quatre officiers.

## Affectations
- Flottille III : du 18 mai au 5 septembre 1917.

## Commandants
- Kapitänleutnant Walther Schwieger[3] : du 23 juillet 1916 au 5 septembre 1917.

## Navires coulés
| Date            | Nom               | Nationalité  | Tonnage | Destin.   |
| --------------- | ----------------- | ------------ | ------- | --------- |
| 23 mai 1917     | Hector            | Norvège      | 1146    | Coulé     |
| 25 mai 1917     | HMS Hilary        | Royal Navy   | 6329    | Coulé     |
| 28 mai 1917     | Roma              | Empire russe | 417     | Endommagé |
| 29 mai 1917     | Ashleaf           | Royaume-Uni  | 5768    | Coulé     |
| 31 mai 1917     | Jeanne Cordonnier | France       | 2194    | Coulé     |
| 31 mai 1917     | Miyazaki Maru     | Japon        | 7892    | Coulé     |
| 1 juin 1917     | Cavina            | Royaume-Uni  | 6539    | Coulé     |
| 6 juin 1917     | Eemdijk           | Pays-Bas     | 3048    | Coulé     |
| 7 juin 1917     | John Bakke        | Norvège      | 1611    | Coulé     |
| 29 juin 1917    | Escondido         | Norvège      | 1066    | Coulé     |
| 3 juillet 1917  | Iceland           | Royaume-Uni  | 1501    | Coulé     |
| 7 juillet 1917  | Coral Leaf        | Royaume-Uni  | 428     | Endommagé |
| 13 juillet 1917 | Ceres             | Danemark     | 1166    | Coulé     |
| 16 juillet 1917 | Vesta             | Danemark     | 1122    | Coulé     |